# Дюрен (геологія)
Дюрен (рос. дюрен, англ. durain, нім. Durain m, Düren m) — петрографічна складова, макроскопічно помітний найбільш матовий інгредієнт, літогенетичний тип (літотип) вугілля викопного.

## Загальна характеристика
Являє собою тверде вугілля з зернистим або нерівним зломом та неінтенсивним блиском, як правило містить різні включення тонкодисперсної мінеральної речовини. Дюрен утворює шари різної потужності, а інколи в цілому пласти. Щільний, твердий, часто в'язкий, блиск маслянистий, колір сірий або сіро-чорний, злам нерівний з шорсткими поверхнями. За складом характеризується невисоким (до 30 %) вмістом геліфікованих (група вітриніту) і високим (понад 70 %) фюзенізованих (група інертиніту) та липоїдних (група ліптиніту) мікрокомпонентів. В залежності від переважання тих або інших мікрокомпонентів розрізняють Д.: споровий, смоляний, кутикуловий, фюзено-ксиленовий. З підвищенням вмісту геліфікованих компонентів Д. переходить в літотипи: кларено-дюрен і дюрено-кларен. Дюрен — дослівно «твердий». Під мікроскопом виділяється при товщині понад 50 мкм і визначається як мікролітотип — дюрит.
Дюрен може бути чорного або сірого кольору, але завжди матовий. Чорний дюрен часто має слабий жирний блиск. Дюрен дуже твердий і тому розколюється на крупні шматки. Поверхня зламу шорстка. В складі дюрену фіксуються тільки матові шари, що мають потужність понад декілька міліметрів (від 3 до 10), а більш тонкі матові шари визначаються як кларен. Шари дюрену зустрічаються рідше, ніж шари вітрену і кларену, але іноді вони мають відносно велику потужність і дуже витримані за простяганням. Були знайдені шари дюрену потужністю до 10 см. Дюрен можна спутати з шарами вуглистих сланців, які теж матові і дуже тверді. Під мікроскопом видно, що дюрен складається з дуриту і тримацериту, а іноді також із збагаченного екзинітом клариту.